# دستور فنلندا
دستور فنلندا، هو المصدر الأعلى للقوانين الوطنية بجمهورية فنلندا. يـُعرّف أسس وبناء وتنظيم الحكم، والعلاقات بين مختلف المؤسسات الدستورية ويحدد الحقوق الأساسية للمواطن الفنلندي.
سـُن الدستور الأول في عام 1919، إثر إعلان فنلندا لاستقلالها عام 1917، في حين دخل الدستور الحالي حيز النفاذ في الأول من مارس عام 2000 وقد سبقته أربعة دساتير.

## مواد الدستور
يتكون النص الرسمي للدستور من 131 مادة، مقسمة على 13 فصلاً، على النحو التالي:
1. البنود الأساسية
2. الحقوق والحريات الأساسية
3. البرلمان والنواب
4. النشاط البرلماني
5. رئيس الجمهورية والحكومة
6. التشريع
7. مالية الدولة
8. العلاقات الدولية
9. الإدارة القضائية
10. رقابة الشرعية
11. الإدارة والحكم الذاتي
12. الدفاع الوطني
13. البنود الختامية